# Bernd Krause (Ruderer)
Bernd Krause (* 31. Mai 1947 in Bremerhaven) ist ein ehemaliger deutscher Ruderer.

## Biografie
Bernd Krause belegte bei den Olympischen Sommerspielen 1972 in München zusammen mit Heinz Mußmann und Steuermann Stefan Kuhnke den vierten Platz in der Zweier-mit-Steuermann-Regatta.